# Louis Francis Solano
Louis Francis Solano  (* 29. März 1904 in Neapel; † 2. August 1992 in Quincy (Massachusetts)) war ein US-amerikanischer Romanist italienischer Herkunft.

## Leben und Werk
Solano kam mit zwei Jahren in die Vereinigten Staaten. Er promovierte 1931 bei Charles Hall Grandgent an der Harvard University mit der Arbeit The Phonology of Neapolitan (ungedruckt) und lehrte fortan ebenda, ab 1940 als Associate Professor, ab 1969 als Full Professor. Nach seiner Emeritierung 1970 lehrte er noch an der Loyola University Maryland, der Suffolk University, sowie am Cambridge Center for Adult Education.

Solano wirkte vor allem durch die mündliche Hochschullehre und seine breite Sprachenkenntnis. Er hat nur wenig publiziert.